# Lhokseumawe
Lhokseumawe là thành phố lớn thứ nhì ở tỉnh Aceh của Indonesia. Thành phố này nhìn ra eo biển Malacca, bao quanh bởi huyện Bắc Aceh (tiếng Indonesia:Kabupaten Aceh Utara). Thành phố có diện tích 212 km² và dân số 188.974 người (điều tra dân số Indonesia năm 2000.